# Bert Dijkstra
Egbertus (Bert) Dijkstra (Tanjung Balai, 11 april 1920 – Den Haag, 17 november 2003) was een Nederlands acteur.
Dijkstra kwam in 1927 naar Nederland, doorliep de hbs en ging in 1940 naar de toneelschool. Vanaf 1942 speelde hij bij het Centraal Tooneel. Later was hij als toneelacteur verbonden aan het Residentie Tooneel, de Nieuwe Komedie, het Rotterdams Toneel en de Haagse Comedie. Daarnaast speelde hij rollen in de films Doctor Vlimmen, Turks Fruit, en Soldaat van Oranje.
Bekender werd hij door zijn rollen in televisieseries als De Fabriek, Floris (als schout), Klaverweide en De kleine waarheid.

Zijn grootste bekendheid kreeg hij echter door zijn rol van burgemeester in de serie Swiebertje. Dijkstra was de vijfde burgemeester. Hij volgde in 1972 Louis Borel op.
Van 1976 tot 1978 was Dijkstra de stem van 'Kapitein Brom' in de televisieserie De Bereboot.

Daarbij kwam zijn hoorspelervaring hem goed van pas. Dijkstra was eerder al bij de radio actief, als hoorspelacteur en -regisseur. In 1958 werd hij hoofd van de hoorspelafdeling van de AVRO.
Dijkstra overleed op 83-jarige leeftijd aan de gevolgen van kanker. Hij ligt begraven op RK Begraafplaats St. Petrus Banden te 's-Gravenhage.

## Andere activiteiten
- Hoorspel Zonder angst of haat in 1977 (regisseur)
- Hoorspel Zomaar een breimachine in 1977 (regisseur)